# Meridiem Games
Meridiem (antes conocido como Meridiem Games) es una empresa española independiente dedicada a la distribución de videojuegos, comunicación y a la publicación de videojuegos con cobertura internacional.

## Historia
Fundada en mayo de 2014 por el empresario español Sergio Palacián, empezó ofreciendo únicamente servicios de distribución en territorio nacional encontrando muy pronto su hueco en el sector. Durante los primeros años se distribuyeron títulos de la talla de Tropico 5, Pillars of Eternity o Syberia 3. Después de alcanzar la distribución de más de 150 títulos anuales. En 2018 la empresa se embarcó en el proyecto de publicación propia, publicando su primer título para PlayStation, Ancestors Legacy, en septiembre del mismo año y algunos meses más tarde el estreno en Nintendo Switch con Big Pharma y Kunai. Sin duda, uno de los videojuegos publicados por la empresa durante los primeros años que alcanzó más éxito fue Daymare 1998, convirtiéndose en un título de acción y supervivencia muy querido por los jugadores, ya que había sido realizado como homenaje a Resident Evil 2.

## Actividad Reciente
En la actualidad, Meridiem ha ampliado su distribución a más de 700 títulos y cuenta con un catálogo de más de 15 títulos publicados para las distintas plataformas, debutando en PlayStation 5 con Yuoni en 2021.  Además de distribuir y publicar, la empresa también está especializada en comunicación dentro del sector de los videojuegos. 
Desde 2022, Meridiem es empresa patrocinadora del club de fútbol Real Zaragoza.
En 2024, es la encargada de lanzamientos de la talla de Sea of Stars o de la vuelta de Silent Hill 2 de KONAMI

## Publicaciones en formato físico
- Petoons Party (PlayStation 4) - 2018
- Ancestors Legacy (PlayStation 4) - 2019
- Daymare: 1998 (PlayStation 4) - 2020
- Big Pharma (PlayStation 4 | Nintendo Switch) - 2020
- Kunai (Nintendo Switch) - 2020
- Pang Adventures: Buster Edition (PlayStation 4 | Nintendo Switch) - 2021
- Fahrenheit: 15 Anniversary (PlayStation 4) - 2021
- Red Wings: Aces of the Sky (PlayStation 4 | Nintendo Switch) - 2021
- Song of Horror: Deluxe Edition (PlayStation 4) - 2021
- Effie: Galand's Edition (Nintendo Switch) - 2021
- Yuoni (PlayStation 5) - 2021
- Ashwalkers: A Survival Journey (Nintendo Switch) - 2022
- Death's Gambit: Afterlife (Nintendo Switch) - 2022
- Call of the Sea (PlayStation 4 | PlayStation 5) - 2022
- Insomnis (PlayStation 5) - 2022
- Fury Unleashed (PlayStation 4 / Nintendo Switch) - 2022
- Meteoheroes (PlayStation 4 / PlayStation 5 / Xbox) - 2022
- Encodya (Play Station 4 / Nintendo Switch) - 2022
- TAPE: Unveil the Memories Director´s Edition (PlayStation 5) - 2022
- The Crown of Wu Legend Edition (PlayStation 5) - 2023
- Shame Legacy The Cult Edition (PlayStation 5) - 2023
- Below Special Edition (PlayStation 4) - 2023
- War Mongrels Renegade Edition (PlayStation 5) - 2023
- The Many Pieces of Mr Coo (PlayStation 5 / Nintendo Switch / Xbox) - 2023
- art of rally Deluxe Edition (PlayStation 5 / Nintendo Switch) - 2023
- Absolute Drift Premium Edition (Nintendo Switch) - 2023
- Fort Solis Limited Edition (PlayStation 5) - 2023
- Gerda: A Flame in Winter - The Resistance Edition (Nintendo Switch) - 2023
- Daymare 1994: Sandcastle (PlayStation 4 | PlayStation 5) - 2023
- Spirit of the Island (PlayStation 5 | Nintendo Switch) - 2023
- Golazo 2 Deluxe Complete Edition (Playstation 5 | Nintendo Switch) - 2024
- The Gap Limited Edition (Playstation 5) - 2024
- The Pixel Pulps Collection (Playstation 5 | Nintendo Switch) - 2024
- A Tiny Sticker Tale (Nintendo Switch) - 2024
- Awaken Astral Blade Tania´s Edition (Playstation 5) - 2024
- 63 Days (Playstation 5) - 2024
- Papetura Craft Edition (Playstation 5 | Nintendo Switch) - 2024
- Smells Like a Mushroom (Playstation 5) - 2024
- Evil Nun The Broken Mask (Playstation 5 | Nintendo Switch) - 2024
- Neon Blood Limited Edition (Playstation 5 | Nintendo Switch) - 2024
- Stories From Sol The Gun-Dog Starship Edition (Playstation 5 | Nintendo Switch) - 2025
- Big Helmet Heroes (Playstation 5 | Nintendo Switch) - 2025
- Doki Doki Literature Club (Nintendo Switch) - 2025
- Memory Lost Shift Edition (Playstation 5) - 2025
- The Cub (Nintendo Switch) - 2025
- Elsie Magitek Edition (Playstation 5 | Nintendo Switch) - 2025

## Premios
- Premio a la mejor editora (Premios DeVuego) - 2024
- Premio a la Mejor Edición Física: Neon Blood (XI Edición Premios PS Talents) - 2024
- Premio Distribuidor del año ( Premios Alfa Beta Juega ) - 2024
- Premio a la mejor editora Española/Latina (TYGA Awards) - 2023
- Premio al Smart Business (Business Insider) - 2023
- Premio a la mejor editora (Premios deVuego) - 2022
- Premio a la Mejor Edición Física: Call of the Sea (Premios DeVuego) - 2022
- Premio Europeo a la Mejor Trayectoria Profesional (Sociedad de fomento Social y Cultural) - Enero 2022
- Premio Europeo de Tecnología e Innovación (Asociación Europea de Industria, Tecnología e Información) - Febrero 2022
- Premio Europeo al Talento Empresarial (Asociación Europea de Industria, Tecnología e Innovación ) - Julio 2022
- Premio al Caso de Éxito Empresarial en la Industria del videojuego (Premios La Razón) - Octubre 2021
- Premio a la mejor editora (Premios DeVuego) - 2021
- Top 100.000 Mejores Empresas España (einforma) - 2020